# Польське космічне агентство
Польське космічне агентство (пол. Polska Agencja Kosmiczna, PAK; англ. Polish Space Agency, POLSA) — виконавча агенція Міністерства розвитку, праці та технологій, заснована в 2014 році. Штаб-квартира POLSA знаходиться в Гданську.
POLSA очолює президент агентства, якого підтримують віцепрезидент з науки та віцепрезидент з оборони. Агентство розділено на три підрозділи. До складу департаменту президента входять Департамент стратегії та міжнародного співробітництва, Департамент національної космічної програми та Організаційний офіс. До департаменту віцепрезидента з науки входять Департамент досліджень та інновацій та Департамент освіти. Підрозділ віцепрезидента з оборони включає Департамент військових супутникових технологій і Департамент оборонних проектів

## Історія
Закон про утворення агентства було прийнято 26 вересня 2014 року, а наприкінці 2015 року агентство вже почало працювати у повному складі. Як державна виконавча установа, Польське космічне агентство бере участь у реалізації стратегічних цілей Польщі, вживаючи заходів для збільшення використання супутникових систем і прискорення розвитку космічних технологій на користь національної адміністрації, науки, економіки та оборони.
У листопаді 2014 року агентство очолив Марек Банашкевич, який раніше був директором Центру космічних досліджень Польської академії наук. Він був відправлений у відставку прем'єр-міністром Беатою Шидло 7 жовтня 2016 року, хоча термін його повноважень мав тривати п'ять років. Потім виконувачем обов'язків президента агентства був полковник Пйотр Сушинський, який перед цим був віцепрезидентом з оборони. Гжегож Брона був номінований на посаду президента POLSA прем'єр-міністром Матеушем Моравецьким 13 березня 2018 року та керував роботою агентства до кінця березня 2019 року. З квітня 2019 року роботу POLSA очолив Міхал Шанявський. У грудні 2020 року його було звільнено з посади. 18 лютого 2021 року президентом POLSA став Гжегож Врохна.